# Casimiro Asumu Nze
Casimiro Asumu Nze (ur. 4 marca 1975) – lekkoatleta z Gwinei Równikowej, specjalizujący się w biegach sprinterskich i średniodystansowych, olimpijczyk.
Jego pierwszą, dużą, międzynarodową imprezą były w 1994 r., mistrzostwa świata juniorów w portugalskiej Lizbonie. Wynikiem 1:58,25 zajął 7. miejsce w 6. biegu eliminacyjnym na dystansie 800 m, dzięki czemu nie zdołał przebrnąć eliminacji. W 1996 r., wziął udział w letnich igrzyskach olimpijskich w amerykańskiej Atlancie. Asumu Nze wziął udział w dwóch konkurencjach: biegu na 400 m, oraz w sztafecie 4x100 m. Indywidualnie wystartował w 6. biegu eliminacyjnym w, którym zajął ostatnią 7. pozycję, z czasem 50,14, przez co nie awansował do kolejnej fazy zawodów. W sztafecie, wraz z kolegami z drużyny, wystartował w 2. biegu eliminacyjnym. Reprezentanci Gwinei Równikowej zajęli w nim ostatnią, 5. lokatę z najgorszym czasem eliminacji - 45,63, wskutek czego nie zdołali dalej awansować.

## Osiągnięcia
| Rok  | Impreza                     | Miejsce | Konkurencja           | Lokata     | Wynik   |
| ---- | --------------------------- | ------- | --------------------- | ---------- | ------- |
| 1994 | Mistrzostwa świata juniorów | Lizbona | bieg na 800 metrów    | eliminacje | 1:58,25 |
| 1996 | Igrzyska olimpijskie        | Atlanta | bieg na 400 metrów    | eliminacje | 50,14   |
| 1996 | Igrzyska olimpijskie        | Atlanta | sztafeta 4x100 metrów | eliminacje | 45,63   |

## Rekordy życiowe
- bieg na 400 metrów – 49,38 (1994).
- bieg na 800 metrów – 1:58,25 (20 lipca 1994, Lizbona).